# مرتضی حنانه
مرتضی حنانه (زادهٔ ۱۱ اسفند ۱۳۰۱ – درگذشتهٔ ۲۴ مهر ۱۳۶۸) موسیقی‌دان و آهنگساز ایرانی بود.

## زندگی
مرتضی حنانه یازدهم اسفند ۱۳۰۱ در تهران متولّد شد. پدرش مهندس محمد حنانه، مؤسس دبیرستان ایرانشهر بود. مرتضی حنانه پس از پایان دورهٔ ابتدایی، به اصرار پدر در هنرستان موسیقی ملی به تحصیل مشغول شد. در آن زمان، هنرستان موسیقی ده نفر از موسیقی‌دانان را از چکسلواکی برای آموزش به هنرآموزان هنرستان استخدام کرده بود که مرتضی حنانه آموختن هورن (کر) را زیر نظر یکی از آنها یعنی رودولف اوربانتس آغاز کرد. وی بعدها به عنوان نوازنده هورن اول ارکستر سمفونیک تهران شناخته شد.

### دههٔ ۱۳۲۰
با آغاز جنگ جهانی دوم و کشیده شدن آتش آن به ایران، هنرستان موسیقی تعطیل شد. اما حنانه با کمک علاقه‌مندان دیگر نظیر غلامحسین غریب و حسن شیروانی و فریدون فرزانه کنسرت‌هایی به‌طور آزاد در تالارهای انجمن‌های فرهنگی و هنری برپا کرد و پس از چندی با پیوستن پرویز محمود به این جمع، در سال ۱۳۲۵ پایه ارکستر سمفونیک تهران گذاشته شد.
سال ۱۳۲۸ با سفر بی‌بازگشت پرویز محمود به آمریکا، مرتضی حنانه همراه دوستانش غلامحسین غریب، حسن شیروانی و جلیل ضیاءپور نشریه فرهنگی «خروس جنگی» را بنیاد گذاشتند.
این هنرمندان جوان و پیشرو می‌خواستند سنگر محکمی برای دفاع از نظرات خود در برابر هواداران موسیقی سنتی به وجود آورند. حنانه در کنار این کار رسانه‌ای، به گردآوری آثار پراکنده محمود می‌پرداخت و آن‌ها را برای اجرا با ارکستر سمفونیک تهران که از سوی روبیک گریگوریان رهبری می‌شد، آماده می‌کرد. در همین سال‌ها حنانه کار معروف خود «سوییت شهر مرجان» را روی قصّه‌ای از غلامحسین غریب به پایان برد. شهر مرجان را روبیک با ارکستر سمفونیک تهران رهبری کرد و شهرتی برای آفریننده‌اش فراهم آورد. سال‌ها بعد این سوییت در شکل نخستین آوازی خود چند بار با صدای فرح عافیت‌پور و منیره وکیلی در تهران اجرا شد.
مرتضی حنانه پیش از آن یک فانتزی، یک کاپریس برای پیانو و ارکستر و یک اوراتوریو با عنوان «بهرام یشت» نوشته بود، ولی هیچ‌یک مثل سوییت شهر مرجان برای او موفقیت به همراه نیاورد.

### دههٔ ۱۳۳۰
سال ۱۳۳۲ که جشن هزاره ابن سینا برگزار شد، حنانه توانست آثار خود را در حضور شرق‌شناسانی که برای شرکت در جشن دعوت شده بودند با هم‌سُرایی و ارکستر سمفونیک اجرا کند و این اجرا چنان مورد توجه حضار قرار گرفت که آقای چرولی سفیر وقت ایتالیا، بورس هنری آن کشور را در اختیار وی قرار داد و حنانه برای تکمیل تحصیلات و مطالعات خود در رشته‌های مختلف هنری، به‌خصوص موسیقی به آن کشور رفت. مرتضی حنانه در مرکز عالی موسیقی واتیکان تحصیل و درباره موسیقی مذهبی مقدس ایتالیا پژوهش کرد. در همین زمان موسیقی متن فیلم «عروس دجله» ساخته نصرت‌الله محتشم را ساخت. در زمان تحصیل در رم به همراه حسین سرشار و پروین زرین‌پور به کار دوبله فیلم‌های ایتالیایی به زبان فارسی پرداخت.

### دههٔ ۱۳۴۰
پس از فارغ‌التحصیلی در انستیتوی موسیقی واتیکان در سال ۱۳۴۰ به ایران بازگشت. او از آن پس در ایران به عنوان پرکارترین موسیقی‌دان پیشرو به‌شمار رفت. حنانه در سال ۱۳۴۱ توانست ارکستر بزرگ تازه‌ای را به نام «فارابی» بنیاد کند و آفریده‌های خود و دیگران را به اجرا درآورد. ارکستر فارابی در طول ۷ سال زندگی خود، نزدیک به ۸۰ قطعه از آفریده‌های آهنگ‌سازان ایرانی را به پای اجراء و ضبط در رادیو رسانید.
در سال ۱۳۴۲ علاوه بر تدریس سازبندی (ارکستراسیون) و اداره کلاس هورن در هنرستان عالی موسیقی، به عضویت شورای عالی موسیقی رادیو ایران درآمد و در همین زمان بود که ارکستر سمفونیک رادیو ایران را به نام ارکستر فارابی پایه‌گذاری کرد. این ارکستر توانست آثار آهنگ‌سازان ایران را مانند خود مرتضی حنانه، صدیقه شهنیا، فریدون ناصری، فریدون فرزانه، مصطفی کسروی و سیروس شهردار را اجراء و ضبط نماید.
در سال‌های ۱۳۴۸ و ۱۳۴۹ وی سرپرستی و اجرای برنامه‌های آموزشی موسیقی ایرانی در تلویزیون را تحت عنوان «شناسایی موسیقی اصیل ایرانی» به همراه فرهنگ شریف، مرتضی نی داوود و حسین قوامی به عهده گرفت.
حنانه در سال ۱۳۴۵ از طرف رادیوی ایران و به دعوت یونسکو به «تریبون انترناسیونال آهنگسازان رادیو و تلویزیون» اعزام شد و آنجا قطعاتی از «ارتوریو» اثر خود را اجرا کرد که از رادیوی ایرلند و سوییس پخش شد. پس از افتتاح سازمان «رادیو تلویزیون ملی ایران» حنانه در سمت مشاور سرپرستی اقدام به تأسیس کلاس‌هایی برای تعلیم فنی خوانندگان نمود و ارکستر سازهای ایرانی را تشکیل داد.

#### ساختِ موسیقیِ فیلم
در سال‌های پایانی دهه چهل با انحلال ارکستر فارابی و با توجّه به تجربه‌های سینمایی که در ایتالیا اندوخته بود به موسیقی فیلم روی آورد و با آفریده‌های خود توفیق بسیاری از فیلم‌های متوسط را نیز تضمین کرد.
او برای فیلم‌هایی همچون «فرار از تله»، «گُرگ بیزار»، «قصّه ماهان»، «سلام سرزمین من»، «موج»، «گلیم» و «تیرباران» موسیقی نوشته‌است. موسیقی سریال‌های تلویزیونی «هزاردستان» از کارهای اوست که آن را بر اساس پیش‌درآمدی در اصفهان از مرتضی نی‌داوود نوشته‌است. وی هزاردستان را در هفت قسمت نوشته و از نظر رنگارنگی تم‌ها، اثری بسیار پُرمایه است. این موسیقی مردمی‌ترین کار حنانه به‌شمار می‌آید و حال و هوای تهران سال ۱۳۲۰ را به‌خوبی منتقل می‌کند. امپرومپتوی راگیا، لالایی و قطعه‌ای بر روی شعری از نیما یوشیج، از آخرین کارهای او به‌شمار می‌رود.

### دههٔ ۱۳۵۰
وی در جشنواره شیراز قطعه «کاکوتی» را با ارکستر مجلسی تلویزیون اجراء کرد که موفّق به دریافت جایزهٔ «گراند مانسیون اسپسیال» گشت. در جشنواره دوّم نیز، قطعه «کاپریس برای پیانو و ارکستر» او به رهبری فرهاد مشکوة اجرا شد و سال ۱۳۵۰ موفق به دریافت جایزه بهترین آهنگ‌ساز برای فیلم فرار از تله به کارگردانی جلال مقدم می‌شود.
اثر «کاپریس برای پیانو و ارکستر» مهم‌ترین اثر مرتضی حنانه است که در طول سی سال و بر مبنای آخرین دست‌آوردهای او روی موسیقی چندصدایی ایران نوشته شده‌است. این اثر با ارکستر سمفونیک تهران و رهبری فریدون ناصری در سال ۱۳۶۹ و ارکستر مجلسی تلویزیون ملّی ایران در سال ۱۳۴۷، اجرا اما ضبط نشد. در نهایت به دلیل اینکه اجراهای این اثر هیچ وقت مورد تأیید او قرار نگرفت (به نقل از خودش، درد بزرگ تکنیک اجرایی مانع آن بود) آن را «کاپریس لعنتی» نام نهاد.

## درگذشت

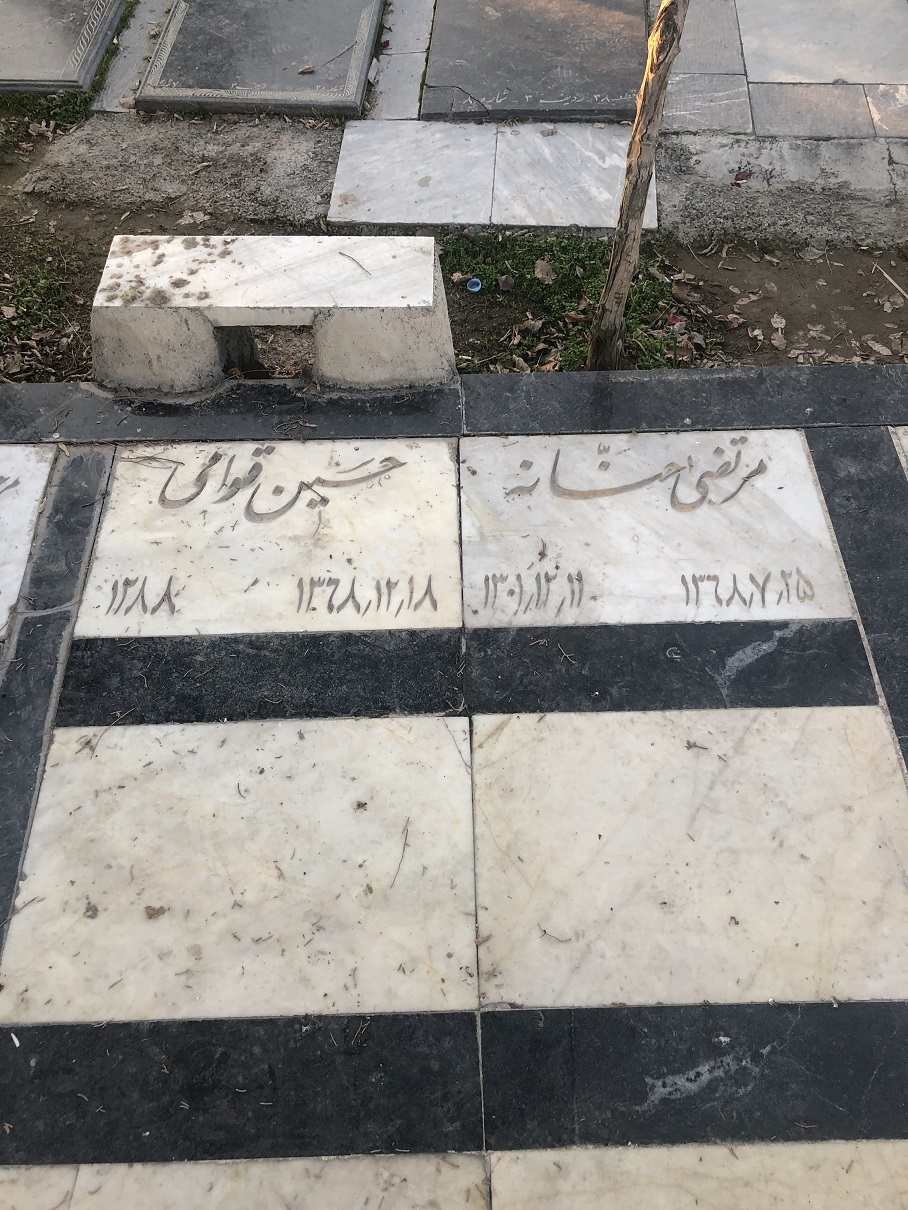
سنگ قبر حنانه در کنار حسین قوامی

مرتضی حنانه روز سه شنبه، ۲۴ مهر سال ۱۳۶۸، پس از گذراندن بیماری سرطان چشم از جهان فروبست. او آرزو داشت کنار حکیم بزرگ ایران زمین؛ ابن سینا و در همدان به خاک سپرده شود که این خواسته‌اش امکان‌پذیر نشد و برخلاف وصیت او، حنانه در امامزاده طاهر کرج به خاک سپرده شد.

## زندگی شخصی
همسر نخست او، بهجت صدر، نقاش نوگرای ایرانی بود که در سال ۱۳۳۷ با او ازدواج کرد و که زندگی مشترکشان هفت سال ادامه پیدا کرد و حاصل این ازدواج دختری به نام میترا (کاکوتی) است. 
پس از جدایی از صدر، حنانه، با آذر عظیما ازدواج کرد. آذر عظیما خوانندهٔ ایرانی با نام هنری آذر بود که از سال ۱۳۳۴ تا ۱۳۳۷ با برنامهٔ گلها همکاری داشت، ولی از سال ۱۳۳۹ فعالیت موسیقی را کنار گذاشت.
شهین حنانه، شاعر و ترانه‌سرا، برادرزادهٔ او بود.

## نگرش به موسیقی
بزرگ‌ترین مشغله ذهنی مرتضی حنانه چندصدایی کردن موسیقی ایران بود. کوشش‌های حنانه در این مورد او را به ابتکار هارمونی زوج رسانید که سال‌ها برای آن زحمت کشید و خود آن را به کار بست؛ ولی هارمونی زوج مورد پذیرش همه موسیقی‌دانان قرار نگرفت. و این به علت عدم نشر تئوری این نوع هارمونی بوده‌است.

## فیلم‌شناسی
حنانه ساخت موسیقی فیلم را از سال ۱۳۲۷ با فیلم «ایران سرزمین طلای سیاه» که محصول اداره کل هنرهای زیبای وزارت فرهنگ و هنر بود آغاز کرد.
وی موسیقی متن فیلم‌های زیر را ساخته‌است:
| سال       | فیلم                       | کارگردان        |
| --------- | -------------------------- | --------------- |
| ۱۳۳۳      | عروس دجله                  | نصرت‌الله محتشم  |
| ۱۳۳۶      | بهلول                      | صادق بهرامی     |
| ۱۳۴۲      | ساحل انتظار                | سیامک یاسمی     |
| ۱۳۴۲      | تپه‌های مارلیک              | ابراهیم گلستان  |
| ۱۳۴۳      | لذت گناه                   | سیامک یاسمی     |
| ۱۳۴۴      | عروس دریا                  | آرمان هوسپیان   |
| ۱۳۴۶      | الماس ۳۳                   | داریوش مهرجویی  |
| ۱۳۵۰      | پل                         | خسرو پرویزی     |
| ۱۳۵۰      | کاکو                       | شاپور قریب      |
| ۱۳۵۰      | پهلوان مفرد                | امان منطقی      |
| ۱۳۵۰      | سه‌قاپ                      | زکریا هاشمی     |
| ۱۳۵۰      | فرار از تله                | جلال مقدم       |
| ۱۳۵۰      | بابا شمل                   | علی حاتمی       |
| ۱۳۵۰      | راز درخت سنجد              | جلال مقدم       |
| ۱۳۵۰      | قصاص                       | نظام فاطمی      |
| ۱۳۵۱      | صمد و فولادزره دیو         | جلال مقدم       |
| ۱۳۵۱      | جهنم + من                  | محمدعلی فردین   |
| ۱۳۵۱      | قلندر                      | علی حاتمی       |
| ۱۳۵۳      | قفس                        | ایرج قادری      |
| ۱۳۵۹      | خون‌بارش                    | امیر قویدل      |
| ۱۳۵۹      | سند زنده                   | اصغر بیچاره     |
| ۱۳۶۴      | تشریفات                    | مهدی فخیم‌زاده   |
| ۱۳۶۴      | مردی که موش شد             | احمد بخشی       |
| ۱۳۶۵      | تیرباران                   | علی‌اصغر شادروان |
| ۱۳۶۳–۱۳۶۷ | جعفرخان از فرنگ برگشته     | علی حاتمی       |
| ۱۳۵۸–۱۳۶۶ | مجموعه تلویزیونی هزاردستان | علی حاتمی       |
| ۱۳۶۷      | سلام سرزمین من             | اکبر خامین      |

## آثار
- کاپریس (برای پیانو و ارکستر سمفونیک)
- دعا (برای کُر و سلوها و ارکستر سمفونیک)
- صبر و ظفر (دو قطعه برای برای ارکستر مجلسی با هارپ و پیانو)
- در بزرگداشت فردوسی (برای پیانو و آواز)
- لالایی (برای پیانو در بزرگداشت نیما یوشیج)
- مهرگان (برای ارکستر سمفونیک)
- اوراتوریوی بزرگ La Persia یا ایران (در ۱۲ قسمت برای ارکستر سمفونیک و کُر)، که تا کنون اجرا نشده‌است.

## ترجمه‌ها
- چگونه ملودی بسازیم، اثر جولیو باس.

## تالیفات
از تألیفات او می‌توان به این موارد اشاره کرد:
- گام‌های گمشده[۹]
- دروازه‌های متروک
- تئوری هارمونی زوج
- مقاصد الالحان (عبدالقادر مراغه‌ای)
- قطعات بسیاری از تصنیف‌ها و آهنگ‌هایی که برای ارکستر، هارمونیزه و تنظیم کرده‌است.

## دربارهٔ حنانه

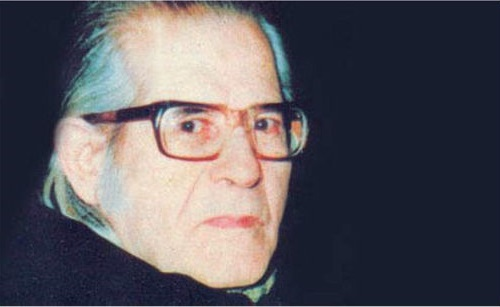
در اواخر زندگی-دهه ۱۳۶۰

### در کتاب‌ها
- .... به رهبری مرتضی حنانه نوشته تورج زاهدی، انتشارت فیلم
- تاریخ موسیقی نوشته سعدی حسنی

### در مقاله‌ها
- در سوگ سازها، شهین حنانه، مجله دنیای سخن شماره ۲۹
- به یاد آن گام‌های گمشده، زهره خالقی، مجله دنیای سخن شماره ۲۹
- حنانه، ستاره‌ای که واجهید، فریدون ناصری، مجله آدینه شماره ۳۸
- نوجویی در موسیقی، م. ارغنون (منوچهر جهانبگلو)، مجله فردوسی دوره ۲۰ - شماره ۹۱۳
- مرگ می‌آید، کیهان فرهنگی، دوره ۶ شماره ۷
- حنانه و موسیقی او از نگاهی مخالف، سیامک نوری، مجله آینه دوره ۱، شماره ۴